# Dua Lipa
Dua Lipa   (Westminster, 22 d'agost de 1995) és una cantant, model i compositora anglesa coneguda per la seva cançó «Be The One», que la catapultà a escala internacional a les llistes musicals d'èxits de diversos països d'Europa i Austràlia. Dua Lipa és d'ascendència albanokosovar. Els seus pares es varen instal·lar a Londres cap als anys 90, a causa de la forta repressió que hi havia al seu país d'origen, Kosovo. Va passar gran part de la seva infància al seu país natal, al costat de la seva germana, en un entorn musical influït pel seu pare, Dukagjin Lipa, que formava part d'un grup musical de rock anomenat Aod.
El seu senzill «New Rules» va aconseguir el número 300 en les llistes britàniques i l'any 2019 va ser guanyadora als Grammy com a artista revelació.

## Biografia
Dua Lipa va néixer el 22 d'agost de 1995 a Londres, i va ser la primera filla d'una parella de refugiats albanokosovars, Dukagjin Lipa i Anesa Rexha, que es van traslladar al Regne Unit i es van establir a la capital britànica a principi dels anys 90, durant la guerra de Bòsnia, un territori de l'antiga Iugoslàvia del qual era originària la seva àvia materna. La guerra va ser una de les causes que emigressin, a més de l'interès per culminar els seus estudis. En arribar a Anglaterra, Dukagjin va trobar feina en una companyia productora de festivals de música, com els de Glastonbury i Reading, cosa que li va permetre estudiar màrqueting a la Chartered Institute of Marketing (CIM). Per la seva banda, Anesa es va especialitzar en turisme, i del seu matrimoni amb Dukagjin, van néixer Dua, una altra nena, Rina, al maig de 2001, i un nen, Gjini, prop de 2006, que es van criar al nord-oest de Londres.

## Influències
La música li ve de família. El seu pare Dukagjin era integrant d'Oda, una exitosa banda de rock a Kosovo. Tot i haver crescut escoltant les obres d'artistes com David Bowie i Bob Dylan que el seu pare tocava a casa, afirma que Nelly Furtado i Pink són les seves majors fonts d'inspiració musical, a les quals es va aficionar profundament quan era una nena. Whoa, Nelly! de Furtado i M!ssundaztood de Pink van ser els primers àlbums que va tenir i al principi li encantaven perquè eren «divertits per cantar», però mentre creixia, va començar a prestar més atenció a les lletres de les cançons. A la seva adolescència, durant una estada a Kosovo, va començar a inspirar-se en la música rap, i va esdevenir una gran entusiasta de J. Cole, Kendrick Lamar, Chance the Rapper i Schoolboy Q.

## Discografia
- Dua Lipa (2016)
- Dua Lipa deluxe (2017)
- Future Nostalgia (2020)
- Future Nostalgia The Moonlight Edition (2021)
- Radical Optimism (2024)

## Gires musicals
Amfitriona
- «Hotter Than Hell Tour» (2016)
- «US and Europe Tour» (2017)
- «The Self-Titled Tour» (2017-18)

Telonera
- «Suburbia Tour» (2016) – Troye Sivan
- «24K Magic World Tour» (2018) – Bruno Mars

- «A Head Full of Dreams Tour» (Argentina & Brazil 2017) – Coldplay

## Guardons
Premis
- 2019: Grammy a millor nou artista
- 2019: Grammy a millor gravació de dance “Electricity”
- 2021: Grammy a millor àlbum pop vocal “Future Nostalgia”